# Percy Sutton
Percy Sutton, né le 24 novembre 1920 à San Antonio et mort le 26 décembre 2009, est un militant américain qui a œuvré en faveur des droits de l'homme, notamment en faveur des droits des afro-américains.
Il était également avocat et entrepreneur. Il a ainsi défendu Malcolm X à l'occasion de plusieurs procès, alors qu'il était devenu l'un des avocats les plus célèbres des États-Unis. Il occupa le poste de président du borough de Manhattan de 1966 à 1977.
Percy Sutton a été à l'origine de la Inner City Broadcasting Corporation (société de diffusion des quartiers défavorisés) qu'il fonda en 1971 avec cinquante autres actionnaires afro-américains, parmi lesquels le futur maire de New York, David Dinkins.